# Hans Kruus
Hans Johannes Kruus (né le 22 octobre 1891 à Tartu, Gouvernement de Livonie – mort le 30 juin 1976 à Tallinn) est un historien et homme politique estonien.

## Ouvrages
- Peetrilinnas ajaloo suurpäivil : Veebruar-märts 1917 : [Päevaraamatulised ülestähendused]. Tartu: Noor-Eesti, 1917.
- Eesti poliitiliste erakondade programmid (ed.). Tartu: Eesti Üliõpilaste Poliitilist Kihutustööd Korraldav Toimekond, 1917.
- Rahvusautonoomia. Tartu : Eesti Üliõpilaste Poliitilist Kihutustööd Korraldav Toimekond, 1917.
- Sotsialistide-Revolutsionääride Partei agraarprogramm ja maaolud Eestis. Tallinn : E.S.-R.P. Kirjastuse Osaühisus "Töö ja Võitlus", 1917.
- Vene ja Eesti poliitiliste erakondade programmid. Tartu : Eesti Üliõpilaste Poliitilist Kihutustööd Korraldav Toimekond, 1917.
- Oinaad: siseminister Oinasest, kommunist Kingissepast, sots.-revolutsionäär Kärnerist ja Eesti sotsiaaldemokraatiast. Tallinn: Vasar, 1919.
- Linn ja küla Eestis. Tartu: Noor-Eesti, 1920.
- Jaan Tõnisson Eesti kodanluse juhina. Tartu: Odamees, 1921.
- Vene-Liivi sõda : (1558–1561). Tartu: Loodus, 1924 (1923).
- Eesti ajaloo lugemik. I, valitud lugemispalad Eesti ajaloo alalt 1561. aastani (comp.). Tartu: Eesti Kirjanduse Selts, 1924.
- Eesti ajaloo lugemik. II, Valitud lugemispalad Eesti ajaloo alalt 1561.–1721. a. (comp.). Tartu: Eesti Kirjanduse Selts, 1926.
- Eesti ajalugu kõige uuemal ajal. I, Eesti rahvusliku ärkamiseni. Tartu: Loodus, 1927.
- Pühajärve sõda : 1841. a. Tartu: Loodus, 1928.
- Eesti ajalugu kõige uuemal ajal. II. Tartu: Loodus, 1928.
- Eesti ajaloo lugemik. III, Valitud lugemispalad Eesti ajaloo alalt XVIII ja XIX sajandil (comp.). Tartu: Eesti Kirjanduse Selts, 1929.
- Eesti Vabariigi Tartu Ülikool : 1919–1929. éd. Peeter Tarvel. Tartu: 1929.
- Talurahva käärimine Lõuna-Eestis XIX sajandi 40-ndail aastail : mit einem Referat die Bauernbewegung in Südestland in den 40-er Jahren des XIX Jahrhunderts. Tartu: Eesti Kirjanduse Selts, 1930.
- Carl Robert Jakobson võitlejana: äärjooni. Tartu, 1932.
- Punased aastad : mälestisi ja dokumente 1905. aasta liikumisest Eestis. I. éd.. Tartu: Eesti Kirjanduse Selts, 1932.
- Eesti: ajalugu. Tartu, 1932. Äratrükk Eesti Entsüklopeediast, comp. Ants Piip.
- Eesti rahvusliku ärkamise algupäevilt: palvekirjade-aktsioonid 1860-ndail aastail. Tartu, 1934.
- Eesti ajalugu. I, Esiajalugu ja muistne vabadusvõitlus. éd. et auteur. Tartu: Eesti Kirjanduse Selts, 1935.
- Eesti ajalugu. II, Eesti keskaeg. éd. et auteur. Tartu: Eesti Kirjanduse Selts, 1937.
- Eesti ja Läti rahvusliku ärkamisliikumise kokkupuuteist. Tartu: Eesti Kirjanduse Selts, 1938.
- Jaan Tõnisson töös ja võitluses : koguteos tema seitsmekümnenda sünnipäeva puhul. éd. et auteur. Tartu: Koguteose "Jaan Tõnisson" komitee, 1938.
- Jakob Hurda kõned ja avalikud kirjad. éd. Tartu: Eesti Kirjanduse Selts, 1939.
- Eesti Aleksandrikool. Tartu: Noor-Eesti, 1939.
- Eesti biograafilise leksikoni täiendusköide. éd. Peeter Tarvel et Jaan Olvet. Tallinn; Tartu: Loodus, 1940.
- Eesti ajalugu. III, Rootsi ja Poola aeg. éd. Otto Liiv. Tartu: Eesti Kirjanduse Selts, 1940.
- Jüriöö ülestõusu ajaloolised käsud tänapäevale. [Moscou]: ENSV Riiklik Kirjastus, 1943.
- Eesti ajalugu saksa fašismi vastu. Moscou, 1943.
- Eesti ajaloost XIX sajandi teisel poolel : 60–80-ndad aastad: lühiuurimusi. Tallinn: Eesti Riiklik Kirjastus, 1957.
- Sajand lõppes, teine algas : mälestusi lapse- ja koolipõlvest. Tallinn: Eesti Riiklik Kirjastus, 1964.
- Koos oma rahva ajalooga Suures Isamaasõjas. Tallinn: Eesti Raamat, 1971.
- Ajaratta uutes ringides: mälestusi, 1907–1917. Tallinn: Eesti Raamat, 1979.
- Eesti küsimus. comp. Hando Runnel et Toomas Karjahärm. Tartu: Ilmamaa, 2005.

- (et) Hans Kruus (ed.), Eesti ajalugu, 3 tomes, Tartu, 1935-1940